# Vehículos de tracción humana

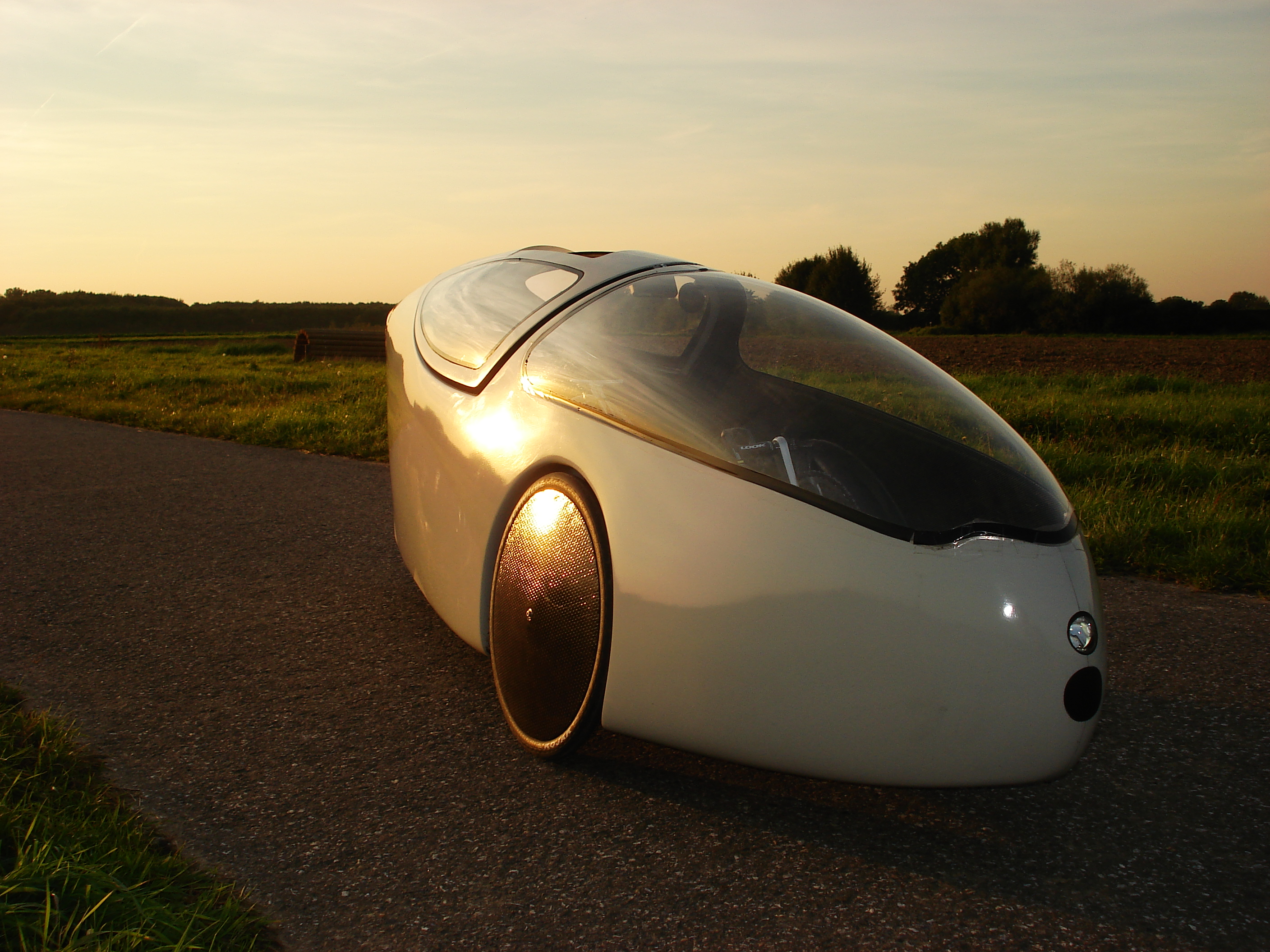
Velomobile rápido. La eficiencia aerodinámica incrementa el potencial de velocidad.

Los vehículos de tracción humana (VTH), son cualquier vehículo impulsado exclusivamente por la fuerza muscular del ser humano. Los diseños de VTH varían según la función y el objetivo que se pretendan.  
Los VTH más comunes son los velocípedos -como la bicicleta-, los patinetes, longboards, monopatines, rollers, las embarcaciones de remos, como las canoas y los artefactos de pedales; aunque muchos otros tipos de vehículos pueden moverse con fuerza humana, incluyendo submarinos, aeronaves, aerodeslizadores y vehículos de escultura cinética.
Las aeronaves de propulsión humana deben ser capaces de despegues impulsados de este modo para considerarse como tales; esto excluye a los planeadores.  Quizás el ejemplo más conocido de una aeronave propulsada con fuerza humana es el Gossamer Albatross, o Albatros Gossamer, el cual atravesó volando el Canal de la Mancha en 1979.
La bicicleta reclinada es el vehículo de tracción humana más veloz: Sam Whittingham tiene la marca (para el 2004) de la mayor velocidad, habiendo pedaleado a 130,36 km/h una distancia de 200 m con su bicicleta, una Varna Diablo III, que no es del todo convencional, ya que tiene forma de gota aerodinámica, está hecha de fibra de vidrio con esqueleto de fibra de carbono y Kevlar.
En la actualidad y desde un punto de vista ecológico, este tipo de vehículos es utilizado por quienes promueven el movimiento por el transporte alternativo, como una solución recomendable al ser carbono neutral, que ayuda a la reducción de gases contaminantes en la atmósfera terrestre.

## Tracción vs propulsión humana
Ejemplos de diferentes medios de transporte de tracción/propulsión humana:

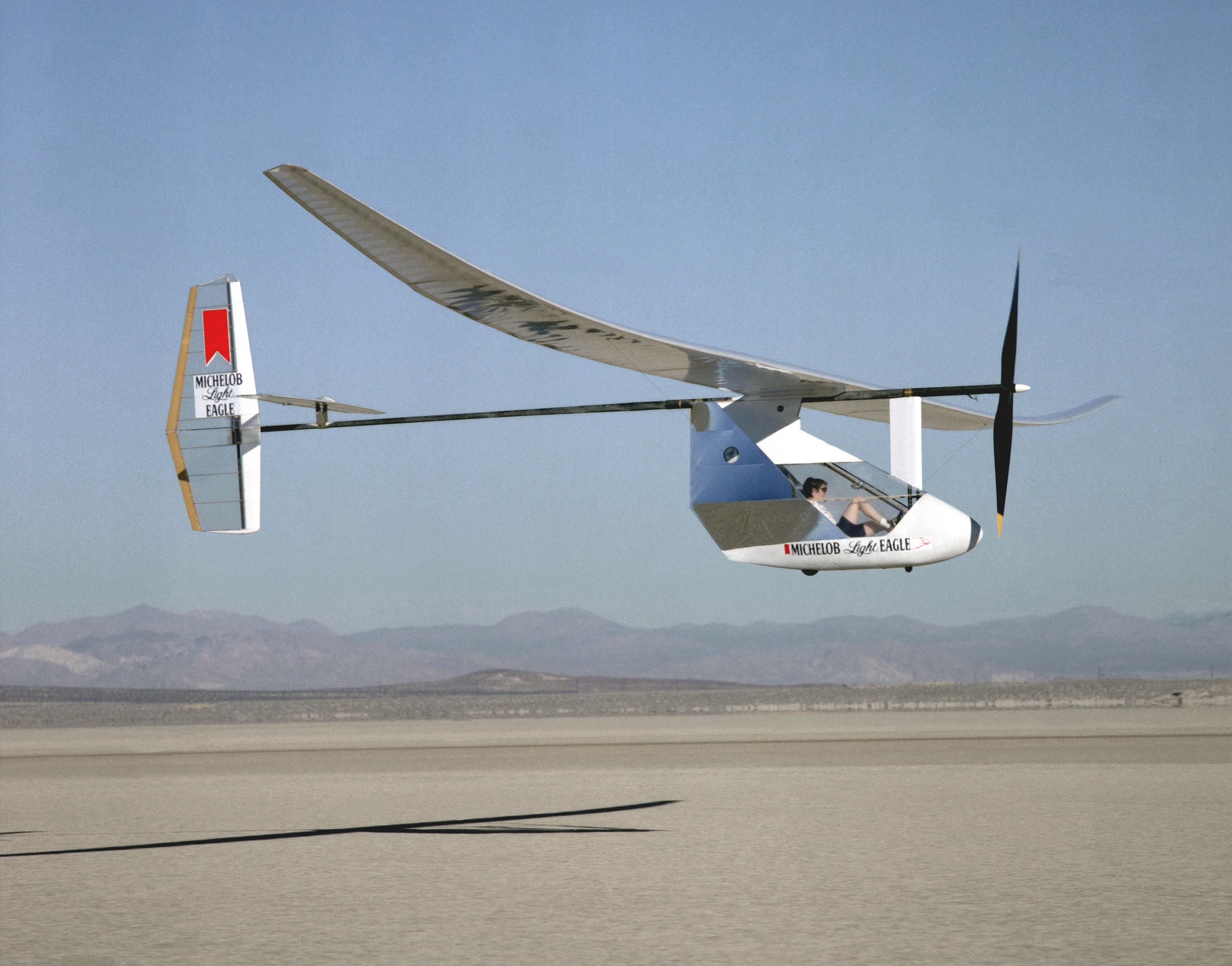
Vehículo aéreo de propulsión humana.
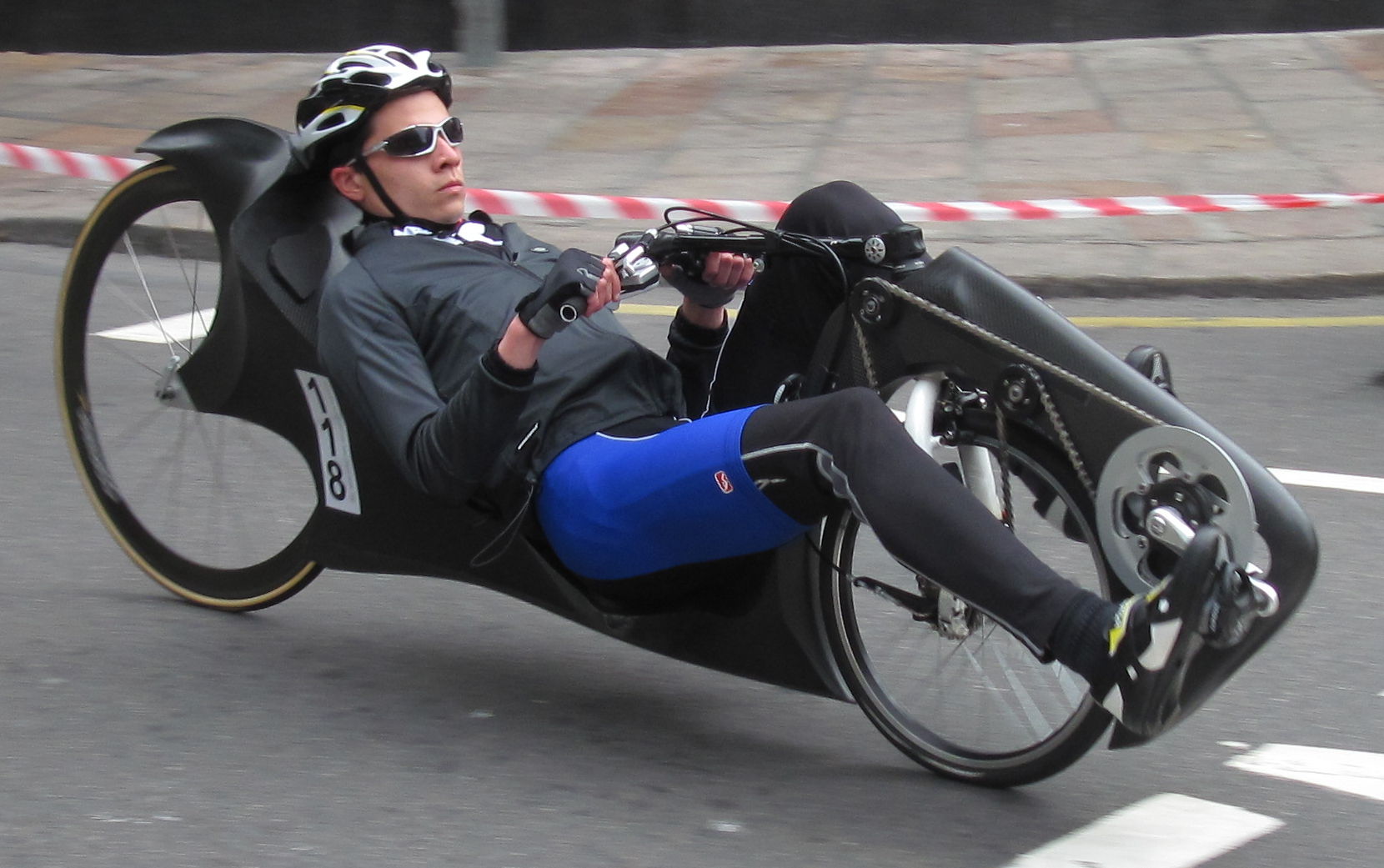
Vehículo terrestre de tracción humana.
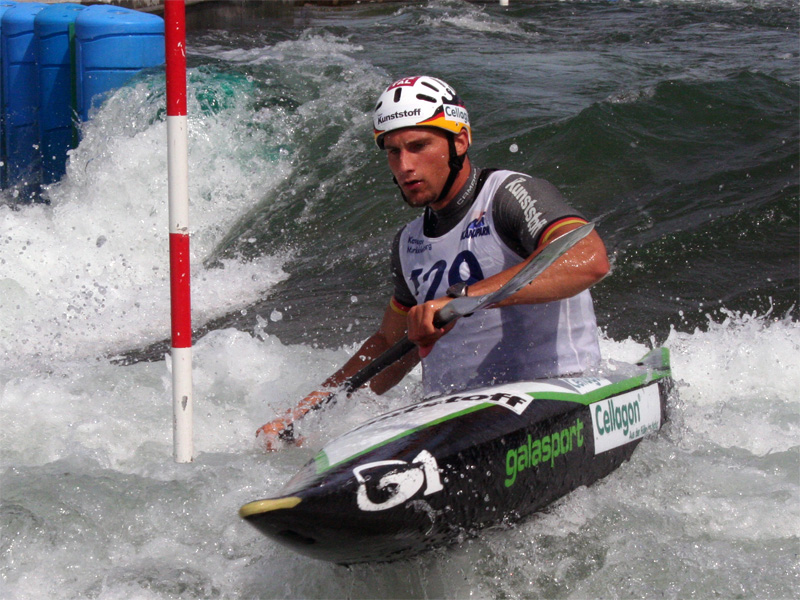
Vehículo acuático de propulsión humana.